# Mompha cyclocosma
Mompha cyclocosma é uma espécie de mariposa do gênero Mompha pertencente à família Coleophoridae.